# Железнодорожное (Калининградская область)
Железнодорожное (до 1938 — Карчарнингкен (нем. Karczarningken), до 1946 — Блюменфельд (нем. Blumenfeld)) — посёлок в Краснознаменском городском округе Калининградской области. Входил в состав Добровольского сельского поселения.

## История
Населённый пункт Карчарнингкен в 1938 году был переименован в Блюменфельд, а в 1946 году — в посёлок Железнодорожное.

## Население
| 1867 | 1885 | 1905 | 1910 | 1933 | 1939 | 2002 |
| ---- | ---- | ---- | ---- | ---- | ---- | ---- |
| 415  | ↘361 | ↗456 | ↘394 | ↗419 | ↗431 | ↘165 |
| 2010 |      |      |      |      |      |      |
| ↘157 |      |      |      |      |      |      |